# Čepin
Čepin – wieś w Chorwacji, w żupanii osijecko-barańskiej, siedziba gminy Čepin. W 2011 roku liczyła 9500 mieszkańców.
Pierwsze wzmianki o miejscowości pochodzą z XIII wieku. Obecną nazwę uzyskała na początku XVIII w., wcześniej zwana była Csapa. W Čepinie znajduje się kościół barokowy św. Trójcy oraz zamek będący dawniej w posiadaniu Adamovicha Čepinskiiego.